# Pomacea falconensis
La guraura o coroba (Pomacea falconensis) es un caracol prosobranquio dulceacuícola de la familia Ampullariidae (=Pilidae); originario del Norte de América del Sur. Pertenece a la familia Ampullariidae, presenta “ampulla” posee branquias para respiración acuática y un pulmón para la respiración aérea.

## Descripción

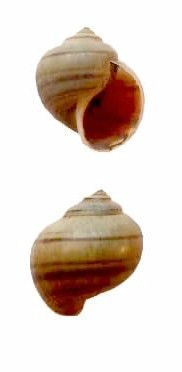
Pomacea falconensis

Concha delgada, globosa-oblonga; espiral algo alargada; ápice agudo, castaño rojizo oscuro; vueltas oblicuas redondeadas en la parte superior; luego convexas, suaves, brillantes, cubiertas por un periostracum caduco, delgado de color verde pálido; sutura distinta; ombligo más bien estrecho y profundo; abertura ovoide, algo oblicua; labio externo delgado; columela casi vertical, algo reflejada; callo parietal blanco azulado, delgado. Opérculo delgado, coriáceo, de forma semilunar alargada, un poco cóncavo y anguloso sobre la superficie externa. Margen colmenar sinuoso
Es parecido a Pomacea chemnitzi pero varía en la coloración de periostraco, así como por presentar una vuelta del cuerpo más amplia y redonda y la columela casi vertical.

## Biología y ecología
Habita en chacas y lagunas pantanosa de poca profundidad se localiza generalmente enterrada, cohabita con Marisa cornuarietis,  Pomacea dolioides,  Pomacea glauca,  Pomacea urceus  y Pomacea tansiana.
Esta especie constituye una fuente de alimentos para múltiples peces, tortugas, caimanes y cocodrilos así como para un gran número de aves entre las que destaca el gavilán caracolero (Rhostramus sociabilis).

## Distribución
Pomacea falconensis es un molusco originario de América del Sur.